# Книга Съдии Израилеви
Книгата на съдиите (на иврит: Шофтим [שופטים]) е своеобразно продължение на Книгата на Исус Навиев и заедно с нея и Първа и Втора книга на Самуил, както и Първа и Втора книга на царете, спада към историческите книги в Библията (Стария завет), а според традицията на юдаизма се числи към ранните пророци (Неви’им Ришоним [נביאים ראשונים]). В тази книга е представен животът на израилтяните в трудния период след завладяването на Ханаан, преди установяване на монархия.